# ChS1

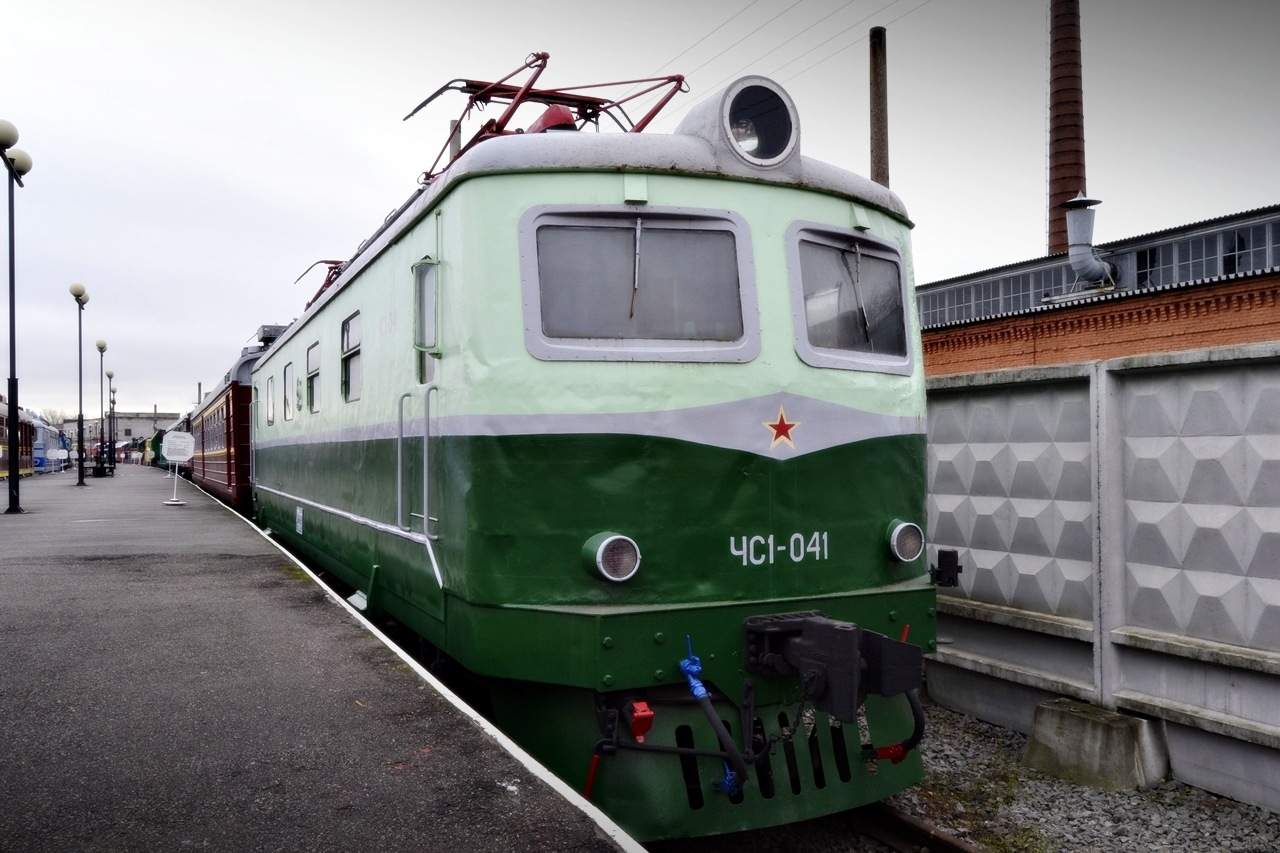
ЧС1-041.

Chs1(러시아어: ЧС1, ЧехоCловацкого производства)는 여객용 4축 DC 전기 기관차이다.
1950년대 중순, 소련의 승객 전기노선이 VL19와 VL22를 통해 서비스되었는데 품질이 고르지 않아 여객 서비스에 잘 대응하지 못했다. 이러한 이유로 새 유형의 여객용 전기 기관차를 만들기로 결정되었다. 1955년 말, 노보체르카스크 전기 기관차 공장은 여객 전기차를 위한 대략적인 프로젝트를 개발했으나 공장에서 화물 열차 생산에 부하가 있어 새로운 여객 열차 시리즈를 생산하는데 어려움이 있었다.
문제 해결에 속도를 내기 위해 1956년 11월 소련은 체코슬로바키아 레닌 필센 공장과 계약을 맺었다. 전후 수년 간 체코 정부는 4축 전기 전동차 생산 라이선스를 스위스 회사 빈터투어(Winterthur)로부터 구매하였다.
1957년 초, 최초의 ЧС1 열차 2대가 소련에 도입되었다.

## 참고 문헌
- Евтеев И. П., Осипов С. И., Пустовойтов М. П. Пассажирские электровозы ЧС1 и ЧС3. — М.: ВИПО МПС, 1962.
- Раков В. А. Электровозы серий ЧС1 и ЧС3 // Локомотивы отечественных железных дорог 1956 - 1975. — М.: Транспорт, 1999. — С. 47 - 53. — ISBN 5-277-02012-8.